# Gian Maria Volonté
Gian Maria Volonté (Milano, 9 aprile 1933 – Florina, 6 dicembre 1994) è stato un attore italiano.
Interprete versatile e incisivo, Volonté è spesso annoverato fra i migliori attori della storia del cinema, non solo italiano, venendo ricordato per il mimetismo, la presenza magnetica e la recitazione matura. Il regista Francesco Rosi disse di lui che «rubava l'anima ai suoi personaggi». Conseguita una certa fama internazionale ricoprendo il ruolo del cattivo negli spaghetti western di Sergio Leone, divenne in seguito l'attore-simbolo del cinema d'impegno civile, raggiungendo i vertici delle sue capacità interpretative sotto la regia di Francesco Rosi, Elio Petri e Giuliano Montaldo. Come regista, realizzò documentari di stampo politico.

## Biografia

### Le origini
Gian Maria Volonté nacque a Milano il 9 aprile 1933 ma crebbe a Torino. Il fratello minore Claudio fu anch'egli attore, conosciuto col nome d'arte di Claudio Camaso. Il padre Mario era un militare fascista originario di Saronno, in provincia di Varese, che nel 1944 fu al comando della Brigata nera di Chivasso, mentre la madre Carolina Bianchi apparteneva a una benestante famiglia di industriali milanesi.
Il futuro attore trascorre l'ultima parte della sua infanzia in condizioni difficili per via della precaria situazione familiare, causata innanzitutto dall'arresto del padre. Mario Volonté fu condannato dalla I Sezione Speciale della Corte di Assise di Torino «per avere nella sua qualità di comandante delle brigate nere, durante l'occupazione tedesca, favorito le operazioni militari del nemico ordinando e partecipando a rastrellamenti di elementi del movimento di resistenza nei quali furono commessi molti omicidi e rapine». Causò la morte di una persona durante il rastrellamento di Rondissone e di altre due nei pressi di Verolengo. Carolina, la madre, cercò di fronteggiare la crisi, affittando le camere di casa e vendendo oggetti di valore. Mario, condannato a trent'anni di reclusione, ne scontò meno di otto, dal novembre 1946 all'agosto 1954. Tornò in carcere nell'aprile del 1960 per espiare due anni di reclusione per omicidio colposo. Liberato per motivi di salute, nel 1961 morì a Torino di cancro ai polmoni.
Volonté abbandonò gli studi a quattordici anni e decise di trovare un impiego per aiutare la madre. Nel 1950, dopo alcuni mesi in Francia come raccoglitore di mele, tornò in Italia e cominciò a frequentare lo Studio Drammatico Internazionale I Nomadi di Edoardo Maltese. In questo periodo si appassionò a Camus e a Sartre.

### Gli esordi: il teatro e la televisione
Nell'aprile 1951, a 18 anni, debuttò a Torino come attore di prosa nella compagnia "I Nomadi" di Edoardo Maltese, partecipando agli allestimenti dell’Antigone di Anouilh, La dea dell’infedeltà (Acidalia) di Niccodemi, e La sculacciata di De Letraz. In seguito si unì alla compagnia teatrale itinerante I carri di Tespi. Nel 1954 si trasferì definitivamente a Roma dove frequentò l'Accademia nazionale d'arte drammatica, e dove si fece notare come "giovane di grande talento"; suo maestro era Orazio Costa. Nel 1957 Volonté ebbe la prima esperienza televisiva recitando in Fedra (tratto dall'omonima tragedia di Jean Racine), accanto a una delle signore della scena italiana, Diana Torrieri.
Nella stagione 1958-1959 fu nella compagnia del Teatro Stabile di Trieste; a Trieste entrò in contatto col gruppo La Cantina, una sorta di teatro-off divenuto nel tempo una fucina di aggiornamento teatrale, di reazione alla tradizione e al conformismo. Proprio alla Cantina mise in scena la prima rappresentazione italiana de L'ultimo nastro di Krapp di Samuel Beckett.
Sempre nel 1959 recitò negli sceneggiati televisivi L'idiota, tratto dall'omonimo romanzo di Fëdor Dostoevskij, e Caravaggio. Nel 1960 avvenne l'incontro teatrale più significativo per Volonté: quello con la compagnia degli Attori Associati, gruppo fondato da Giancarlo Sbragia, Enrico Maria Salerno e Ivo Garrani,  partecipando allo storico allestimento di Sacco e Vanzetti di Mino Roli e Luciano Vincenzoni, dove interpretava Nicola Sacco; dieci anni dopo, nella trasposizione cinematografica di Giuliano Montaldo, avrebbe invece interpretato Bartolomeo Vanzetti.
Con gli Associati prese poi parte anche a Quarta Era, novità di Sbragia e Gian Domenico Giagni, dopo un estivo e galeotto Romeo e Giulietta di William Shakespeare, dove nacque l'amore con Carla Gravina; collega e compagna con cui lavorerà in alcuni allestimenti, fra i quali La buona moglie di Carlo Goldoni, che nel 1963 segnò l'esordio registico di Luca Ronconi; nello stesso anno recitò nel film televisivo Il taglio del bosco, tratto dall'omonimo racconto di Carlo Cassola.
Nel 1964 cercò di portare in scena in un teatrino di Roma, in via Belsiana, Il Vicario di Rolf Hochhuth, che aveva già suscitato scandalo a Berlino in occasione della sua prima rappresentazione mondiale. Il testo denunciava i rapporti tra la Chiesa cattolica (in particolare papa Pio XII) e il regime nazista: la rappresentazione fu però impedita dalla polizia per pretestuosi motivi di ordine pubblico e, in seguito alle proteste di una parte della stampa, ci si appellò alla violazione di un articolo del Concordato. La determinazione militante di Volonté ebbe tuttavia la meglio: reso impossibile l'allestimento teatrale, Il Vicario venne presentato in forma di lettura drammatica nei locali della Libreria Feltrinelli.
Nel 1965 partecipò nel ruolo di Radek nell'episodio Una vita in gioco della serie televisiva Le inchieste del commissario Maigret, con Gino Cervi e Andreina Pagnani.

### Il cinema

Un uomo da bruciare (1962) di Valentino Orsini e i fratelli Taviani

Nel 1960 Gian Maria Volonté esordì sul grande schermo con Sotto dieci bandiere di Duilio Coletti. Nel 1961 recitò, ricoprendo parti marginali, in due film del genere peplum/fantascientifico: Antinea, l'amante della città sepolta di Edgar G. Ulmer e Giuseppe Masini ed Ercole alla conquista di Atlantide di Vittorio Cottafavi. Ottenne però una parte anche in due opere di livello: A cavallo della tigre di Luigi Comencini e La ragazza con la valigia di Valerio Zurlini. In questi anni lavorò anche come doppiatore: per esempio è sua la voce del protagonista di Banditi a Orgosolo e di Roger Hanin in La marcia su Roma.
Il suo primo ruolo da protagonista fu quello del sindacalista Salvatore Carnevale in Un uomo da bruciare, di Valentino Orsini e degli esordienti fratelli Taviani. Presentato nel 1962 alla Mostra del cinema di Venezia in una rassegna informativa, Un uomo da bruciare ebbe un'ottima accoglienza da parte della critica e ottenne una menzione della giuria come opera prima, ma ebbe una distribuzione tardiva e discontinua solo un anno dopo e pertanto Volonté rimase "nell'ombra". Anche alla Mostra di Venezia 1963 fu presente come protagonista in un'opera prima: ne Il terrorista, ambientato in Veneto durante la resistenza, interpretava la figura del partigiano Otello Pighin sotto la regia di Gianfranco De Bosio. Il film ottenne il Premio della critica italiana e il Premio Città di Venezia.
Lo stesso anno un giovane Sergio Leone, che aveva all'attivo un solo lungometraggio anche se aveva a lungo lavorato come assistente e come regista di seconda unità, volle tentare la produzione di un western e affidò a Volonté il ruolo del letale trafficante di alcolici Ramón Rojo. Il film esordì a Firenze nel settembre 1964 con il titolo Per un pugno di dollari; nei titoli e sulle locandine utilizzava dei nomi che rimandavano al cinema americano per evitare la sfiducia del pubblico in un prodotto "nostrano". Volonté accettò suo malgrado di essere ribattezzato John Wells e non si rese conto dell'importanza che avrebbe avuto in seguito la pellicola. Dopo i primi giorni di proiezione il film cominciò ad attirare spettatori, sia grazie al passaparola, sia grazie a un'astuta campagna promozionale che faceva leva sulle scene più sanguinarie: in tre mesi incassò quattrocento milioni di lire, che alla fine della distribuzione arrivarono a tre miliardi, diventando il capostipite del genere spaghetti western.
Il primo vero successo popolare arrivò tuttavia con il ruolo di Michelangelo Buonarroti, nello sceneggiato di Silverio Blasi realizzato dalla Rai sempre nel 1964 per celebrare il quarto centenario dalla morte del grande artista. Il regista Blasi aveva imposto alla Rai la scelta di Volonté contro il parere dei funzionari dell'epoca, che lo avevano depennato dalle produzioni TV dopo il suo abbandono di Delitto e castigo in seguito a divergenze con il regista Anton Giulio Majano. A questo sceneggiato partecipò, in un ruolo minore, anche il fratello Claudio Volonté.
Con un consistente aumento del cachet e con maggiori mezzi produttivi, Volonté ritornò nel 1965 a lavorare con Leone in Per qualche dollaro in più in cui interpretava El Indio, il sadico criminale tossicodipendente: l'interpretazione lo consacrò definitivamente al grande pubblico rendendolo, di fatto, il perfetto cattivo del genere. Volonté interpreterà altri film appartenenti al filone degli spaghetti western, come Quién sabe? (1966), di Damiano Damiani, e Faccia a faccia (1967), di Sergio Sollima, al fianco di Tomas Milian che ritroverà l'anno successivo in Banditi a Milano di Carlo Lizzani.
Sempre nel 1966 partecipò a un altro film di grande successo, L'armata Brancaleone, diretto da Mario Monicelli, per poi affiancare Enrico Maria Salerno e Anouk Aimée in Le stagioni del nostro amore diretto da Florestano Vancini. Nel 1967 fu scelto da Elio Petri per il ruolo del protagonista, il  mite professor Laurana in A ciascuno il suo, tratto dall'omonimo romanzo di Leonardo Sciascia. Il film, presentato in concorso al Festival di Cannes 1967, segna l'inizio del suo sodalizio artistico con il regista Petri e lo sceneggiatore Ugo Pirro.
Nell'autunno 1967 Silverio Blasi, dopo il successo di Michelangelo, rivolle Volonté per il ruolo televisivo di Caravaggio, ma la messa in onda dello sceneggiato subì alcuni interventi di censura da parte dei funzionari Rai, ai quali Blasi e Volonté reagirono presentando alla magistratura un'istanza di sequestro. Le polemiche suscitate fecero sì che l'attore non fosse più convocato in televisione per oltre sedici anni, fino al 1982.
Il 1968 si aprì con l'uscita de I sette fratelli Cervi, film in cui per la quarta volta Gian Maria Volonté interpretava un personaggio della Resistenza. Il film ebbe una distribuzione scarsa e discontinua, al contrario del successivo Banditi a Milano diretto da Carlo Lizzani e ispirato alle vicende della banda Cavallero che solo pochi mesi prima aveva seminato il terrore nel Nord Italia. Il film, concepito come un instant movie, ebbe un tempo di preparazione molto breve e un copione che veniva modificato e plasmato nel corso delle riprese. I nomi dei personaggi furono cambiati ma gli esterni del film furono, in gran parte, gli stessi in cui erano realmente avvenuti i fatti. Cimentandosi per la prima volta nell'interpretazione realistica di un personaggio vivente e di recente attualità, Gian Maria Volonté ottenne numerosi riconoscimenti, tra cui il Globo d'oro dell'Associazione Stampa Estera. Il film ebbe un ottimo successo commerciale e anticipò il filone del cinema poliziottesco. Sempre sotto la direzione di Lizzani, nello stesso anno girò in Bulgaria L'amante di Gramigna e, spostatosi in Maremma, Sotto il segno dello scorpione con i fratelli Taviani. Il 1968 fu un anno intenso per il suo lavoro d'attore, ben sei film girati da protagonista: le sue quotazioni erano al massimo anche se qualche volta, per stima verso un regista o per il particolare interesse verso un copione, si accontentava di una paga ridotta.
Convocato dalla produttrice Marina Cicogna, aveva firmato un contratto per il ruolo di Max in Metti, una sera a cena. Il compenso sarebbe stato il più alto finora ricevuto, 60 milioni di lire, per una commedia di ambientazione alto-borghese che avrebbe segnato una rottura netta nel suo percorso cinematografico fatto di ruoli impegnati e spesso apertamente "schierati". Dopo il primo giorno di prove, l'attore rinunciò alla parte e restituì l'anticipo, ma la produzione lo citò ugualmente in giudizio per aver bloccato l'inizio delle riprese nell'attesa di trovare un altro attore. Bersagliato dalla stampa e dalle associazioni di categoria, prima fra tutte l'ANICA, Volonté ebbe in seguito modo di precisare la sua posizione e rivelò di aver anche rinunciato a un contratto più vantaggioso (quattro film in due anni con Dino De Laurentiis) per il timore di farsi strumentalizzare da persone che perseguono soltanto i propri interessi.
La controversia con Marina Cicogna si risolse proprio grazie alla disponibilità di quest'ultima, che legò Volonté a un nuovo contratto che prevedeva tre film: uno diretto da Jean-Pierre Melville (I senza nome) e due diretti da Elio Petri, il primo dei quali diede all'attore la possibilità di realizzare la sua più celebre interpretazione in Indagine su un cittadino al di sopra di ogni sospetto, una pellicola a sfondo politico-giudiziario che, oltre al grandissimo successo di pubblico, ottenne riconoscimenti in Italia e all'estero, tra i quali l'Oscar 1971 come miglior film straniero.

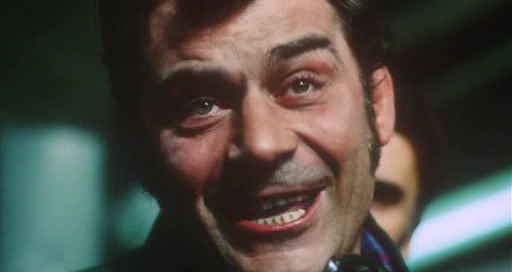
La classe operaia va in paradiso (1971) di Elio Petri

Ottenuta la notorietà (Felice Laudadio lo definì "il più grande attore italiano del suo tempo"), continuò a dedicarsi a un tipo di cinema politicamente impegnato, recitando nel corso degli anni settanta in film come Uomini contro (1970), tratto liberamente dal romanzo autobiografico Un anno sull'Altipiano di Emilio Lussu, e Il caso Mattei (1972), entrambi di Francesco Rosi, nonché in Sacco e Vanzetti (1971) e Giordano Bruno (1973) di Giuliano Montaldo, La classe operaia va in paradiso di Elio Petri (1971) e Sbatti il mostro in prima pagina di Marco Bellocchio (1972). Soprattutto con Petri e con Rosi, Volonté ebbe modo di esprimere in piena libertà il suo talento, dando vita a una miriade di "uomini illustri" rappresentanti una dura critica alla classe dirigente dell'epoca, divenendo quindi un punto di riferimento del cinema d'impegno civile. Alla sua carriera d'attore Volonté affiancò un intenso attivismo politico portando avanti numerose battaglie, manifestazioni e scioperi per i diritti dei lavoratori e partecipando alla realizzazione dei Documenti su Giuseppe Pinelli (1970).
Verso la fine degli anni settanta Volonté ebbe un breve periodo di crisi a causa dell'insuccesso di Todo modo (1976), grottesco film di denuncia sugli intrighi della Democrazia Cristiana, tratto dall'omonimo romanzo di Sciascia. Il film sancisce la fine del cinema politico italiano e segna la rottura tra Petri e Volonté. Diretto nuovamente da Rosi, ritrovò il successo con Cristo si è fermato a Eboli (1979), tratto dall'omonimo romanzo di Carlo Levi, che ricevette diversi premi nazionali e internazionali, tra cui due David di Donatello, il Gran Premio al Festival di Mosca nel 1979 e il BAFTA al miglior film non in lingua inglese nel 1983, prima pellicola a ricevere questo riconoscimento.
Sempre negli anni settanta, a Volonté fu proposto di prendere parte a tre importanti film: Il padrino di Francis Ford Coppola, Novecento di Bernardo Bertolucci e Padre padrone dei fratelli Taviani, ma non vi partecipò; precedentemente alla proposta fattagli per Novecento, aveva invece accettato il ruolo in Actas de Marusia - Storia di un massacro di Miguel Littín.

Il caso Moro (1986) di Giuseppe Ferrara

Negli anni ottanta Volonté riprese la propria attività attoriale con film come La morte di Mario Ricci di Claude Goretta (1983), Il caso Moro di Giuseppe Ferrara (1986) e Cronaca di una morte annunciata sempre di Rosi (1987). Negli anni novanta abbandonò il cinema italiano dopo aver recitato in Porte aperte di Gianni Amelio (1990) e in Una storia semplice di Emidio Greco (1991), per cui venne premiato con il Leone d'oro alla carriera al Festival di Venezia. Entrambi questi ultimi film furono liberamente tratti dagli omonimi romanzi di Leonardo Sciascia. In quel periodo Volonté entrò in una profonda crisi depressiva e lavorò in un paio di pellicole poco note: Funes, un gran amor (1992) di Raúl de la Torre e Il tiranno Banderas (1993) di José Luis García Sánchez.
Dopo aver accettato una parte di rilievo nel film Lo sguardo di Ulisse di Theo Angelopoulos, il 6 dicembre 1994 Volonté morì improvvisamente durante le riprese, all'età di 61 anni, a causa di un infarto. Venne sostituito da Erland Josephson e il film fu dedicato alla sua memoria. Il suo funerale laico si svolse a Velletri, dove risiedeva. Le sue spoglie riposano, come da sua volontà, sotto un albero nel piccolo cimitero de La Maddalena, in Sardegna.

## Vita privata
Nel 1957 si sposò con la giovanissima attrice Tiziana Mischi, da cui si separò nel 1962; nell'agosto 1983 sposò poi Armenia Balducci, sceneggiatrice e regista cinematografica, già sua compagna dal 1968. Nella sua vita sentimentale sono entrate anche le attrici Carla Gravina, da cui ha avuto nel 1961 la figlia Giovanna; e Angelica Ippolito, figlioccia di Eduardo De Filippo, con cui visse gli ultimi dieci anni.

## Attività politica
Volonté è stato iscritto al Partito Comunista Italiano fino al 1977. Il 16 giugno 1975 venne eletto consigliere regionale del Lazio, con ventiseimila voti, ma soltanto sei mesi più tardi decise di dimettersi: « [...] Mi accorsi che esisteva un baratro tra il mio bisogno di comunismo e la carriera politica che loro mi proponevano. Volevano fare di me un funzionario, un animale politico invischiato nella partitocrazia: io avevo bisogno di ricerca, di critica, di democrazia. Ho capito che stavo perdendo la mia identità e ho scelto il rapporto con me stesso».
Nel 1981 aiutò l'amico Oreste Scalzone, militante di Autonomia Operaia, a sfuggire al mandato di cattura emesso contro di lui in relazione al cosiddetto Processo 7 aprile, scortandolo clandestinamente con la sua barca in Corsica; di lì, dopo aver fatto scalo in Danimarca, Scalzone si rifugiò in Francia.
Volonté fu poi candidato dal Partito Democratico della Sinistra in occasione delle elezioni politiche del 1992 nella circoscrizione Roma-Viterbo-Latina-Frosinone, risultando secondo dei non eletti.

## Archivio
L’archivio personale di Gian Maria Volonté è conservato a Torino presso l’Archivio Storico del Museo Nazionale del Cinema.

## Filmografia

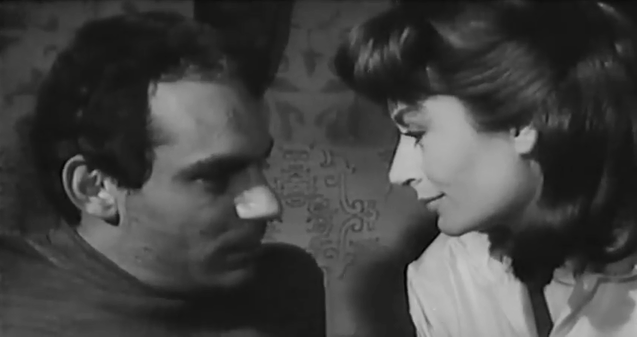
Il terrorista (1963) di Gianfranco de Bosio

L'armata Brancaleone (1966) di Mario Monicelli

Quién sabe? (1966) di Damiano Damiani

A ciascuno il suo (1967) di Elio Petri

Faccia a faccia (1967) di Sergio Sollima

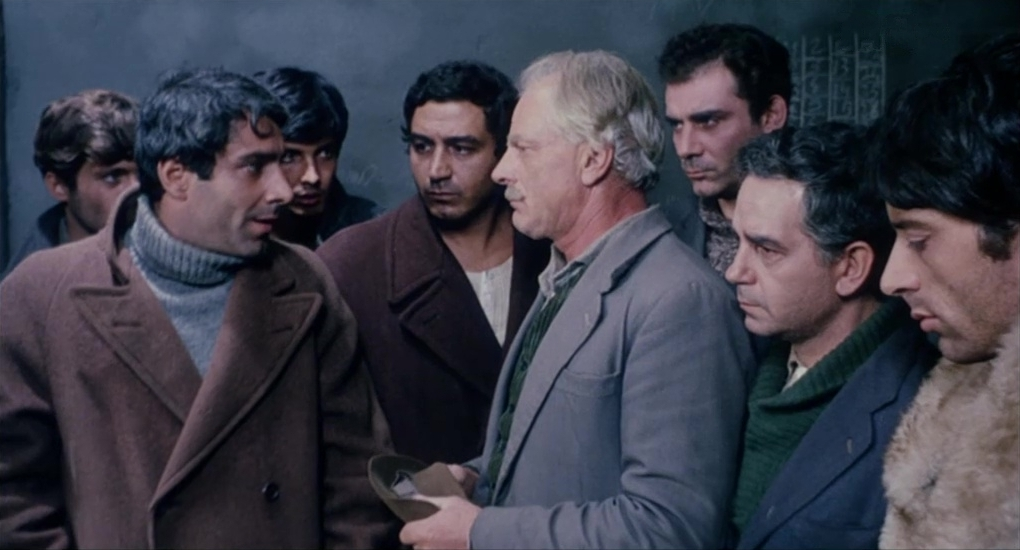
I sette fratelli Cervi (1968) di Gianni Puccini

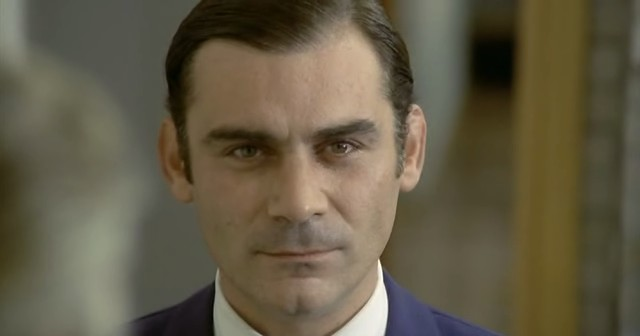
Indagine su un cittadino al di sopra di ogni sospetto (1970) di Elio Petri

Uomini contro (1970) di Francesco Rosi

Sacco e Vanzetti (1971) di Giuliano Montaldo

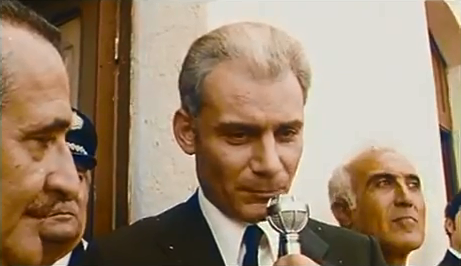
Il caso Mattei (1972) di Francesco Rosi

Lucky Luciano (1973) di Francesco Rosi

Giordano Bruno (1973) di Giuliano Montaldo

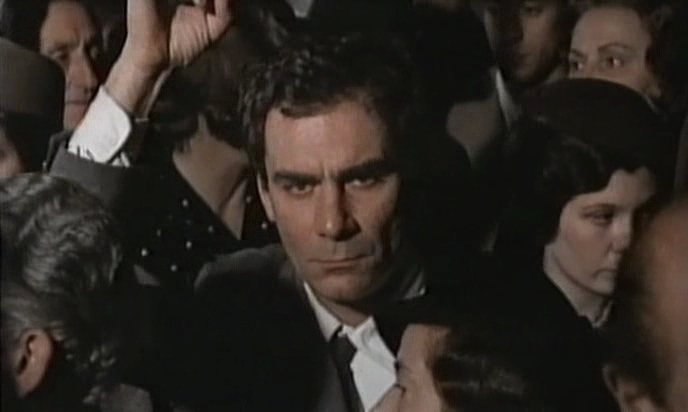
Il sospetto (1975) di Francesco Maselli

Todo modo (1976) di Elio Petri

Cristo si è fermato a Eboli (1979) di Francesco Rosi

Ogro (1979) di Gillo Pontecorvo

Un ragazzo di Calabria (1987) di Luigi Comencini

L'opera al nero (1988) di André Delvaux

Porte aperte (1990) di Gianni Amelio

Una storia semplice (1991) di Emidio Greco

### Attore

#### Cinema
- Sotto dieci bandiere, regia di Duilio Coletti (1960)
- La ragazza con la valigia, regia di Valerio Zurlini (1961)
- Antinea, l'amante della città sepolta, regia di Edgar G. Ulmer e Giuseppe Masini (1961)
- Ercole alla conquista di Atlantide, regia di Vittorio Cottafavi (1961)
- A cavallo della tigre, regia di Luigi Comencini (1961)
- Un uomo da bruciare, regia di Valentino Orsini, Paolo e Vittorio Taviani (1962)
- Le quattro giornate di Napoli, regia di Nanni Loy (1962)
- Il peccato, regia di Jorge Grau (1963)
- Il terrorista, regia di Gianfranco De Bosio (1963)
- Per un pugno di dollari, regia di Sergio Leone (1964)
- Il magnifico cornuto, regia di Antonio Pietrangeli (1964)
- Per qualche dollaro in più, regia di Sergio Leone (1965)
- Svegliati e uccidi, regia di Carlo Lizzani (1966)
- Het gangstermeisje (La ragazza gangster), regia di Frans Weisz (1966)
- Le stagioni del nostro amore, regia di Florestano Vancini (1966)
- L'armata Brancaleone, regia di Mario Monicelli (1966)
- La strega in amore, regia di Damiano Damiani (1966)
- Quién sabe?, regia di Damiano Damiani (1966)
- A ciascuno il suo, regia di Elio Petri (1967)
- Faccia a faccia, regia di Sergio Sollima (1967)
- I sette fratelli Cervi, regia di Gianni Puccini (1968)
- Banditi a Milano, regia di Carlo Lizzani (1968)
- Summit, regia di Giorgio Bontempi (1968)
- L'amante di Gramigna, regia di Carlo Lizzani (1968)
- Sotto il segno dello scorpione, regia di Paolo e Vittorio Taviani (1969)
- Indagine su un cittadino al di sopra di ogni sospetto, regia di Elio Petri (1970)
- Uomini contro, regia di Francesco Rosi (1970)
- Vento dell'est (Le vent d'est), regia di Jean-Luc Godard (1970)
- I senza nome (Le cercle rouge), regia di Jean-Pierre Melville (1970)
- Documenti su Giuseppe Pinelli, regia di Elio Petri e Nelo Risi (1970)
- Sacco e Vanzetti, regia di Giuliano Montaldo (1971)
- La classe operaia va in paradiso, regia di Elio Petri (1971)
- Il caso Mattei, regia di Francesco Rosi (1972)
- L'attentato (L'attentat), regia di Yves Boisset (1972)
- Sbatti il mostro in prima pagina, regia di Marco Bellocchio (1972)
- Lucky Luciano, regia di Francesco Rosi (1973)
- Giordano Bruno, regia di Giuliano Montaldo (1973)
- Il sospetto, regia di Francesco Maselli (1975)
- Musica per la libertà, regia di Luigi Perelli (1975)
- Todo modo, regia di Elio Petri (1976)
- Actas de Marusia - Storia di un massacro (Actas de Marusia), regia di Miguel Littín (1976)
- Io ho paura, regia di Damiano Damiani (1977)
- Cristo si è fermato a Eboli, regia di Francesco Rosi (1979)
- Ogro (Operación Ogro), regia di Gillo Pontecorvo (1979)
- Stark System, regia di Armenia Balducci (1980)
- La storia vera della signora dalle camelie, regia di Mauro Bolognini (1981)
- La morte di Mario Ricci (La mort de Mario Ricci), regia di Claude Goretta (1983)
- Il caso Moro, regia di Giuseppe Ferrara (1986)
- Cronaca di una morte annunciata, regia di Francesco Rosi (1987)
- Un ragazzo di Calabria, regia di Luigi Comencini (1987)
- L'opera al nero (L'oeuvre au noir), regia di André Delvaux (1988)
- Pestalozzis Berg, regia di Peter von Gunten (1989)
- Tre colonne in cronaca, regia di Carlo Vanzina (1990)
- Porte aperte, regia di Gianni Amelio (1990)
- Una storia semplice, regia di Emidio Greco (1991)
- Funes, un gran amor, regia di Raúl de la Torre (1993)
- Il tiranno Banderas (Tirano Banderas), regia di José Luis García Sánchez (1993)

#### Televisione
- Fedra, regia di Sandro Bolchi – film TV (1957)
- La foresta pietrificata, regia di Franco Enriquez (1959)
- Saul, regia di Claudio Fino – film TV (1959)
- L'idiota, regia di Giacomo Vaccari – miniserie TV (1959)
- La Pisana, regia di Giacomo Vaccari – miniserie TV (1960)
- Antonio e Cleopatra, di William Shakespeare, regia di Franco Enriquez, trasmesso il 24 febbraio 1961.
- Ifigenia in Aulide, regia di Giacomo Colli – film TV (1962)
- Zio Vanja, di Anton Čechov, regia di Claudio Fino – film TV, trasmesso il 13 aprile 1962.
- La foresta, di Aleksandr Nikolaevič Ostrovskij, regia di Edmo Fenoglio, trasmesso il 14 gennaio 1963.
- Il taglio del bosco, regia di Vittorio Cottafavi – film TV (1963)
- Vita di Michelangelo, regia di Silverio Blasi – miniserie TV (1964)
- Le inchieste del commissario Maigret – serie TV, episodio 1x04 (1965)
- La strada più lunga, regia di Nelo Risi – film TV (1965)
- Caravaggio, regia di Silverio Blasi – miniserie TV (1967)
- La certosa di Parma, regia di Mauro Bolognini – miniserie TV (1982)

### Regista
- Reggio Calabria – documentario (1972)
- La tenda in piazza – documentario (1972)

### Sceneggiatore
- Stark System, regia di Armenia Balducci (1980)

## Teatro
- Antigone di Jean Anouilh, regia di Edoardo Maltese, 1951
- La dea dell’infedeltà (Acidalia), di Dario Niccodemi, regia di Edoardo Maltese, 1951
- La sculacciata, di Jean De Letraz, regia di Edoardo Maltese, 1951
- Il gioco delle parti di Luigi Pirandello, regia di Alfredo De Sanctis, 1953
- Fuochi d'artificio, di Luigi Chiarelli, regia di Alfredo De Sanctis, 1953
- Piccoli borghesi, di Maksim Gor'kij, regia di Alfredo De Sanctis, 1953
- Un curioso accidente, di Carlo Goldoni, regia di Alfredo De Sanctis, 1953
- Marionette, che passione! di Rosso di San Secondo, regia di Alfredo De Sanctis, 1953
- Gli avariati, di Henri Brieux, regia di Alfredo De Sanctis, 1953
- Fedra, di Jean Racine, regia di Corrado Pavolini, con Diana Torrieri, 1957
- La devozione della croce, di Pedro Calderón de la Barca, regia di Franco Enriquez, 1958
- Il castello, da Franz Kafka, regia di Arardo Spreti, 1958
- La rosa di zolfo, di Antonio Aniante, regia di Franco Enriquez, con Domenico Modugno e Paola Borboni, 1958
- Molto rumore per nulla, di William Shakespeare, regia di Franco Enriquez, 1959
- La bisbetica domata, di William Shakespeare, regia di Franco Enriquez, 1959
- La ragazza di campagna, di Clifford Odets, regia di Franco Enriquez, 1959
- L'ultimo nastro di Krapp di Samuel Beckett, regia di Gian Maria Volonté, 1959
- Assunta Spina, di Salvatore Di Giacomo, regia di Sandro Bolchi, 1959
- Romeo e Giulietta, di William Shakespeare, regia di Franco Enriquez, con Carla Gravina, 1960
- Antonio e Cleopatra, di William Shakespeare, regia di Franco Enriquez, con Gianni Santuccio, Elena Zareschi, 1960
- La ballata del soldato Piccicò, di Aldo Nicolaj, regia di Sandro Sequi, 1960
- La congiura, di Giorgio Prosperi, regia di Luigi Squarzina, con Tino Buazzelli, Tino Carraro, Valentina Cortese, Gigi Pistilli, Luca Ronconi, 1960
- Sacco e Vanzetti, di Roli e Vincenzoni, regia di Giancarlo Sbragia, con Ivo Garrani, Enrico Maria Salerno, Giancarlo Sbragia, Valeria Valeri 1961
- Quarta era, di Giancarlo Sbragia e Gian Domenico Giagni, regia di Sbragia, con Garrani, Salerno, Valeri, Roberto Herlitzka, Riccardo Cucciolla 1961
- Il castello in Svezia, di Francoise Sagan, regia di Luciano Mondolfo, con Nora Ricci, Ilaria Occhini, Luca Ronconi, Luigi Vannucchi, 1962
- Il re dagli occhi di conchiglia, di Luigi Sarzano, regia di Ruggero Jacobbi, con Delia Bartolucci, Carlo Cataneo, Egisto Marcucci, 1962
- Sogno di una notte di mezza estate, di William Shakespeare, regia di Beppe Menegatti, con Carla Fracci, Giancarlo Giannini, Tino Scotti, 1963
- La buona moglie, di Carlo Goldoni, regia di Luca Ronconi, con Carla Gravina, Ilaria Occhini, Corrado Pani, 1963
- Il Vicario, di Rolf Hochhuth, regia di Gian Maria Volonté, con Claudio Volonté (alias Camaso), Antonio Salines, 1965  (solo regia)
- Girotondo, di Arthur Schnitzler, regia di Gian Maria Volonté, con Carla Gravina, 1981

## Prosa radiofonica Rai
- La rosa rossa, regia di Ugo Amodeo, tratto dall'omonimo romanzo di Pier Antonio Quarantotti Gambini, trasmessa nel settembre-ottobre 1959.[16]
- La congiura, tragedia in due tempi di Giorgio Prosperi, regia di Luigi Squarzina, trasmessa il 28 febbraio 1961.

## Riconoscimenti
- David di Donatello
  - 1970 – Miglior attore protagonista per Indagine su un cittadino al di sopra di ogni sospetto
  - 1987 – Candidatura al miglior attore protagonista per Il caso Moro
  - 1990 – Miglior attore protagonista per Porte aperte
  - 1992 – Candidatura al miglior attore protagonista per Una storia semplice
- Nastro d'argento
  - 1963 – Candidatura al migliore attore non protagonista per Le quattro giornate di Napoli
  - 1965 – Candidatura al migliore attore non protagonista per Per un pugno di dollari
  - 1968 – Migliore attore protagonista per A ciascuno il suo
  - 1969 – Candidatura al migliore attore protagonista per Banditi a Milano
  - 1971 – Migliore attore protagonista per Indagine su un cittadino al di sopra di ogni sospetto
  - 1972 – Candidatura al migliore attore protagonista per La classe operaia va in paradiso
  - 1974 – Candidatura al migliore attore protagonista per Giordano Bruno
  - 1989 – Migliore attore protagonista per L'opera al nero
  - 1991 – Candidatura al migliore attore protagonista per Porte aperte
- Globo d'oro
  - 1968 – Miglior attore per A ciascuno il suo
  - 1968 – Miglior attore per Banditi a Milano
  - 1968 – Miglior attore per I sette fratelli Cervi
  - 1970 – Miglior attore per Indagine su un cittadino al di sopra di ogni sospetto
  - 1972 – Miglior attore per La classe operaia va in paradiso
  - 1987 – Miglior attore per Il caso Moro
  - 1990 – Miglior attore per Porte aperte
- Grolla d'oro
  - 1968 – Miglior attore per Banditi a Milano
  - 1970 – Miglior attore per Indagine su un cittadino al di sopra di ogni sospetto
  - 1991 – Miglior attore per Una storia semplice
  - 1998 – Premio alla carriera (postumo)
- Mostra del cinema di Venezia
  - 1987 – Premio Pasinetti per Un ragazzo di Calabria
  - 1991 – Leone d'oro alla carriera
- Festival di Cannes
  - 1972 – Menzione speciale  all'interpretazione per La classe operaia va in paradiso
  - 1972 – Menzione speciale  all'interpretazione per Il caso Mattei
  - 1983 – Prix d'interprétation masculine per La morte di Mario Ricci
- Festival di Berlino
  - 1987 – Orso d'argento per il miglior attore per Il caso Moro
- EuropaCinema
  - 1988 – Miglior attore per L'opera al nero
- European Film Awards
  - 1990 – Premio speciale della Giuria per Porte aperte
- Joseph Plateau Award
  - 1988 – Joseph Plateau Award per L'opera al nero
- Festival internazionale del film di Locarno
  - 1990 – Pardo d'onore
- Giffoni Film Festival
  - 1991 – François Truffaut Award
- Golden Sacher Awards
  - 1990 – Golden Sacher per Tre colonne in cronaca
- Laceno d'oro
  - 1968 – Miglior attore per I sette fratelli Cervi
  - 1986 – Targa speciale all'interpretazione per Il caso Moro
- Premio Vittorio De Sica
  - 1990 – Premio attore "Cinema italiano"
- Rimini Film Festival
  - 1984 – Premio Onorario
- Semana Internacional de Cine de Valladolid
  - 1993 – Miglior attore per Il tiranno Banderas
- Taormina film fest
  - 1977 – Miglior attore per Io ho paura

## Omaggi
- Nel 2004, per il decennale della scomparsa, la città di Roma gli ha dedicato una via nel quartiere nuovo Casale di Nei.
- Nel 2009 e nel 2010 il Bif&st di Bari assegna un Premio intitolato a Gian Maria Volonté per il miglior attore protagonista. Nel 2014 gli viene dedicata l'intera rassegna.
- La Provincia di Roma ha intitolato all'attore scomparso la scuola di formazione istituita nel campo della cinematografia.
- Nel 2012 l'amministrazione comunale di Velletri intitola a "Gian Maria Volonté" il teatro comunale, già Teatro Artemisio, ristrutturato e riaperto dopo 25 anni.
- Dal 2003, ogni anno a La Maddalena si tiene la rassegna cinematografica La valigia dell'attore, interamente dedicata alla memoria di Volonté[17].
- Nel 2014 viene pubblicata la graphic novel Gian Maria Volonté, edita dalla casa editrice Becco Giallo.
- Nel 2016 Torino dedica una piazza (tra via Osasco e via Spalato) a Gian Maria Volonté.
- Per aver interpretato il filosofo Giordano Bruno, copernicano e teorizzatore dell'infinito, gli è stato dedicato un asteroide scoperto nel 1980: il 4921 Volonté.

## Opere dedicate
I saggi sono almeno una quindicina (v. sotto, "Bibliografia"), qualcuno pubblicato o riedito nel 2024, trentennale della scomparsa di Volonté.
Alcuni lavori hanno poi dato origine a documentari, o gli sono stati abbinati: come il libro di Deriu, cui è liberamente ispirato Un attore contro: Gian Maria Volonté di Ferruccio Marotti (112 minuti), realizzato nel 2004, ventennale della scomparsa, dal “Centro Teatro Ateneo” dell'Università “La Sapienza” di Roma e Studio Uno srl, in collaborazione con il Teatro Ambra Jovinelli, con la regia di Virginia Onorato, a sua volta distribuito dalla BUR in cofanetto con la pubblicazione omonima di Montini e Spila; e come il saggio di de la Fuente, autore che ha anche scritto e prodotto Indagine su un cittadino di nome Volonté, regia di Andrea Bettinetti (57 minuti), libro e documentario usciti in cofanetto insieme al dvd del film Indagine su un cittadino al di sopra di ogni sospetto a cura di Lucky Red.
Del 2024 è infine Volonté - L'uomo dai mille volti, di Francesco Zippel (99 minuti), presentato al Festival di Venezia il 2 settembre e uscito di lì a poco nelle sale per tre giorni.

## Doppiatori italiani
All'inizio della sua carriera, come tanti altri attori italiani, Volonté è stato più volte doppiato. Nello specifico, da:
- Nando Gazzolo in Per un pugno di dollari, Per qualche dollaro in più
- Antonio Guidi in Le stagioni del nostro amore, Summit
- Gianfranco Bellini in Sotto dieci bandiere
- Carlo Giuffré in Ercole alla conquista di Atlantide